# 第9海兵軽機甲旅団 (フランス陸軍)
第9海兵軽機甲旅団（だいきゅうかいへいけいきこうりょだん、9e brigade légère blindée de marine：9e BLBM）は、フランス陸軍の旅団のひとつ。CFT隷下の軽機甲旅団で司令部をヴィエンヌ県のポワチエに置く。
旅団は約8,000名の隊員で構成される。旅団は命令一下、速やかに地球規模で展開できるように編制された、軽装甲装輪車両化歩兵部隊で構成された、フランスが誇る緊急展開装甲部隊である。更に、陸海空の統合作戦に特化した任務を負っている。元となった部隊は旧第9海兵師団と青師団（海兵隊）で、1999年の改編で旅団となる。2016年7月1日に第7機甲旅団および第27山岳歩兵旅団とともに第1機甲師団の隷下となる。

## 沿革
- 1999年：陸軍の改編で旅団となる。
- 2016年7月1日 :第1機甲師団の隷下となる。

## 編制
2016年現在
- ポワチエ駐屯地（ヴィエンヌ県）
  - 旅団司令部及び同付中隊
  - 海兵歩兵戦車連隊
- アングレーム駐屯地（シャラント県）
  - 第1海兵歩兵連隊
- ル・マン駐屯地（サルト県）
  - 第2海兵歩兵連隊
- ヴァンヌ駐屯地（モルビアン県）
  - 第3海兵歩兵連隊
- ブリーヴ＝ラ＝ガイヤルド（コレーズ県）
  - 第126歩兵連隊

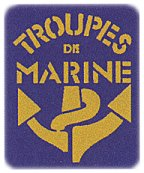

- Saint-Aubin-du-Cormier駐屯地（イル＝エ＝ヴィレーヌ県）
  - 第11海兵砲兵連隊
- アンジェ駐屯地（メーヌ＝エ＝ロワール県）
  - 第6工兵連隊